# Lanjarón
Lanjarón és un municipi situat en la part occidental de La Alpujarra (província de Granada). Aquesta localitat limita amb els municipis de Dílar, Capileira, Bubión, Cáñar, Órgiva, El Pinar, Lecrín, Nigüelas i Dúrcal. Gran part del seu terme municipal es troba en el Parc nacional de Sierra Nevada.